# Ancistrocerus auctus
Ancistrocerus auctus är en stekelart som beskrevs av Fabricius 1793. Ancistrocerus auctus ingår i släktet murargetingar, och familjen Eumenidae. Utöver nominatformen finns också underarten A. a. renimacula.